# Fábio Luciano
Fábio Luciano (ur. 29 kwietnia 1975 w Vinhedo) – brazylijski piłkarz, występujący na pozycji obrońcy.

## Kariera klubowa
Fábio Luciano rozpoczął piłkarską karierę w Ponte Preta Campinas, gdzie grał w latach 1996–1999. W 2000 roku przeszedł do Corinthians Paulista. Z Corinthians dwukrotnie zdobył mistrzostwo stanu São Paulo – Campeonato Paulista w 2001 i 2003 roku oraz Puchar Brazylii 2002. W 2001 był na kilka miesięcy wypożyczony do SC Internacional.
W 2003 przeszedł do tureckiego Fenerbahçe SK. W Fenerbahçe grał przez cztery lata i zdobył w tym czasie mistrzostwo Turcji w 2004 i 2005 roku. W 2007 roku przez sześć miesięcy piłkarzem 1. FC Köln, po czym powrócił do Brazylii do CR Flamengo, w którym zakończył karierę w 2008 roku.

## Kariera reprezentacyjna
Fábio Luciano ma za sobą występ w reprezentacji Brazylii, w której zadebiutował 11 czerwca 2003 w meczu z reprezentacją Nigerii. W tym samym miesięcy uczestniczył w Pucharze Konfederacji 2003, na którym był rezerwowym nie wystąpił w żadnym meczu.